# Виго, Джобатта
Джобатта Виго (лиг. Giobatta Vigo, итал. Giovan Battista Vigo; 1844 — 1891) — итальянский поэт, писавший на генуэзском диалекте.
Вырос в сиротском приюте, зарабатывал на жизнь как разносчик угля, затем работал учителем начальной школы. Пользовался определённой локальной известностью, в 1881 году стал автором эпитафии для скандально известного надгробья Катерины Камподонико на генуэзском Монументальном кладбище Стальено (скульптор Лоренцо Оренго). В том же году выпустил первый сборник стихов на генуэзском, в 1882 году за ним последовала вторая книга стихов «Сердце рабочего» (итал. Cuor d'operaio). Последний сборник стихов «Травинки» (итал. Fili d’erba; 1889) включал оригинальные стихотворения на итальянском и генуэзском, а также первую попытку перевода «Божественной комедии» Данте на генуэзский (начальные семь песен «Ада»); исследователи лигурийской литературы отмечают в стихах этой книги Виго «богатство идей и разнообразие тем» (итал. larga di spunti, varia nei temi), а в общем направлении Виго — близость к крепусколаризму.